# 慣性力
惯性力（英語：inertial force）是指當物體加速、減速或改變方向時，慣性會使物體有保持原有運動 (物理學)狀態的傾向；若是以該物體為参照物，看起來就仿佛有一股方向相反的力作用在該物體上，因此稱之為慣性力。因為慣性力實際上並不存在，實際存在的只有原本將該物體加速的力，因此慣性力又稱為假想力（英語：fictitious force）。这个概念的提出是因为在非惯性系中，牛顿运动定律并不适用。但是为了思维上的方便，可以假想在这个非惯性系中，除了相互作用所引起的力之外还受到一种由于非惯性系而引起的力——惯性力。加入惯性力后，牛顿运动定律成立。
例如，當公車刹車時，車上的人因為慣性而向前傾，在車上的人看來彷彿有一股力量將他們向前推，即為慣性力。然而只有作用在公車的刹車以及輪胎上的摩擦力使公車減速，實際上並不存在將乘客往前推的力，這只是慣性在不同参照系下的表现。

## 平动
当系统相对于一惯性系存在一加速度{\displaystyle {\boldsymbol {a}}}时，则惯性力的大小遵从公式：{\displaystyle {\boldsymbol {F}}=m{\boldsymbol {a}}}（m为物体质量）。

## 转动
在转动参照系中，物体同样受到惯性力。这时惯性力分为惯性离心力和科氏力。
若物体对该参照系静止，则只受到惯性离心力。
{\displaystyle F=m\omega ^{2}r}
{\displaystyle \omega }是参照系转动角速度，{\displaystyle r}是物体到转轴的距离，即半径。{\displaystyle F}的方向背离转轴。 
若物体对该参照系运动，除了惯性离心力，还会受到科氏力：
{\displaystyle F_{c}=-2m{\vec {\omega }}\times {\vec {v}}}
{\displaystyle {\vec {v}}}是物体相对参照系的速度向量。{\displaystyle {\vec {\omega }}\times {\vec {v}}}为两个矢量的外積。

## 常见的惯性力
- 离心力
- 科里奥利力
- 欧拉力